# Philodromus rufus jenningsi
Philodromus rufus là một phân loài nhện trong họ Philodromidae.
Loài này thuộc chi Philodromus. Philodromus rufus jenningsi được miêu tả năm 2003 bởi Cutler.